# Albani (römisches Adelsgeschlecht)

Wappen der Albani

Die Albani waren eine römische, ursprünglich aus Albanien stammende und 1464 nach Urbino eingewanderte Familie des päpstlichen Adels, aus der Papst Clemens XI. und mehrere Kardinäle stammten. Mitte des 19. Jahrhunderts ist die Familie im Mannesstamm erloschen.

## Geschichte

### Ursprung
Die Ursprünge der Familie Albani gehen auf den Condottiere Michele Laçi (italienisch: Lazi oder de’ Lazi) und seine beiden Söhne Filippo und Giorgio zurück, die an der Seite von Georg Kastrioti Skanderbeg in Albanien gegen die osmanischen Türken gekämpft hatten. 1464 mussten sie jedoch aufgrund ständiger Überfälle ihr Land verlassen und ließen sich – ebenso wie zahlreiche weitere, Arbëresh genannte, albanische Glaubensflüchtlinge – in Italien nieder, wo sie vom Herrn von Montefeltro, dem Herzog von Urbino, aufgenommen wurden.

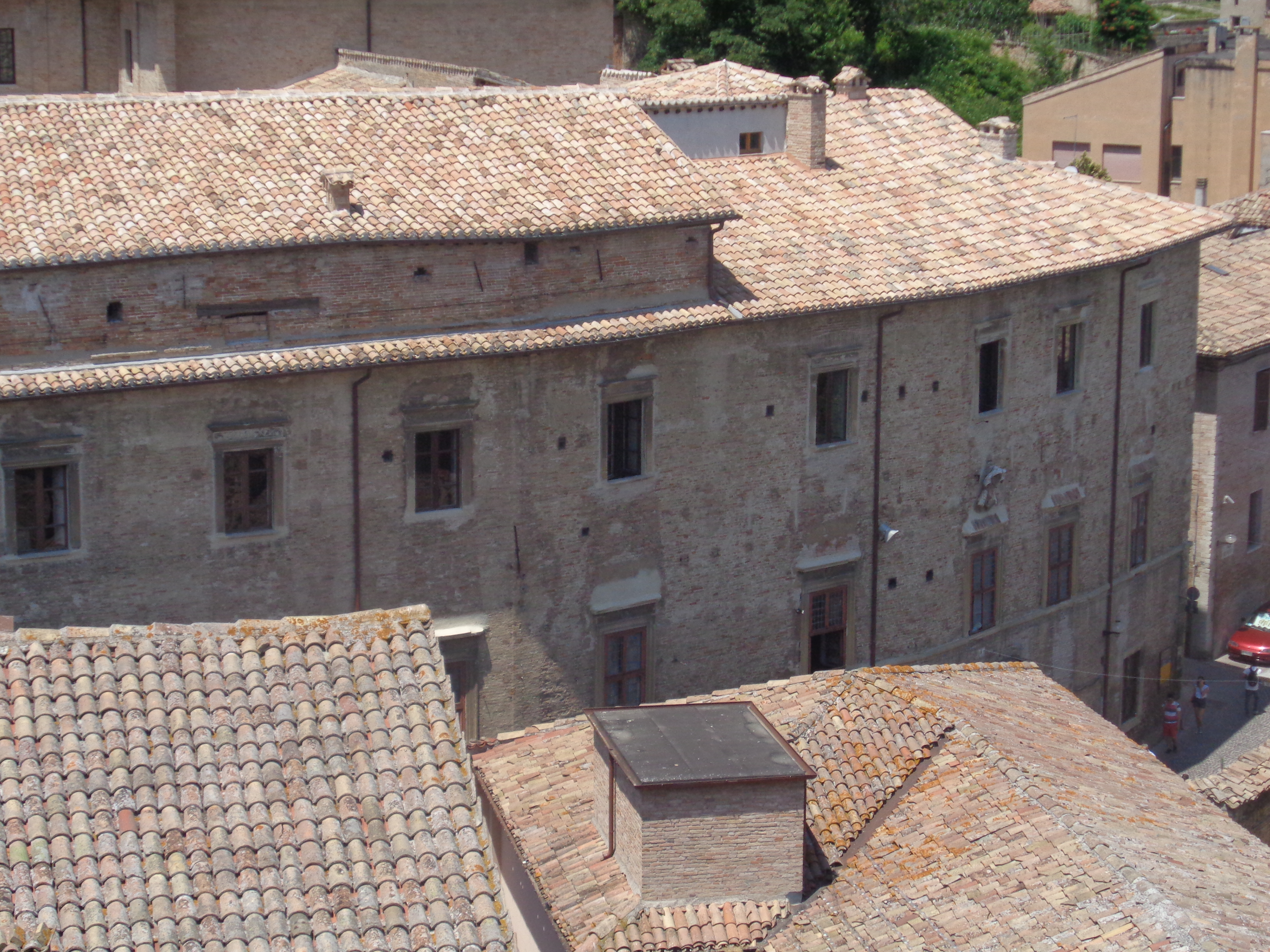
Palazzo Albani in Urbino

Als Hommage an den Herkunftsort ihrer Vorfahren nahmen sie den Nachnamen Albanesi an. Später änderten sie diesen in Albani um. Den gleichen Namen führte allerdings auch eine ältere, aus der Gegend von Bergamo stammende Adelsfamilie Albani, die sich auf einen im Jahr 967 erwähnten Rotopaldo de Albano aus Albano Sant’Alessandro zurückführte und von der ebenfalls Angehörige in Urbino lebten. Dieser nicht verwandten Adelsfamilie, die auch ein anderes Wappen führte, entstammte etwa der Kardinal Gian Girolamo Albani aus Bergamo.
In Urbino erbauten sich Filippo und Giorgio Albani zwei Häuser, die einen kleinen, um einen Innenhof gruppierten Palazzo bilden. Er gehörte ihren Nachfahren bis zu ihrem Aussterben im 19. Jahrhundert und dient heute der Universität Urbino unter anderem als Ausstellungsort für Gipsabgüsse antiker Statuen.

### Von Urbino nach Rom
Giorgio hatte zwei Söhne, Altobelli und Annibale (1530–1591). Annibale hatte ebenfalls zwei Söhne, Carlo und Orazio (1576–1653); Letzterer brachte der Familie Ruhm ein, indem er als Botschafter des Herzogs von Urbino nach Rom entsandt wurde, um die Angliederung des Herzogtums an den Kirchenstaat abzuschließen. Während des Pontifikats von Papst Urban VIII. wurde er Senator von Rom. Er hatte zwei Söhne: Annibale und Carlo (1623–1684), die in Rom eingebürgert wurden.

### Geistliche Karrieren

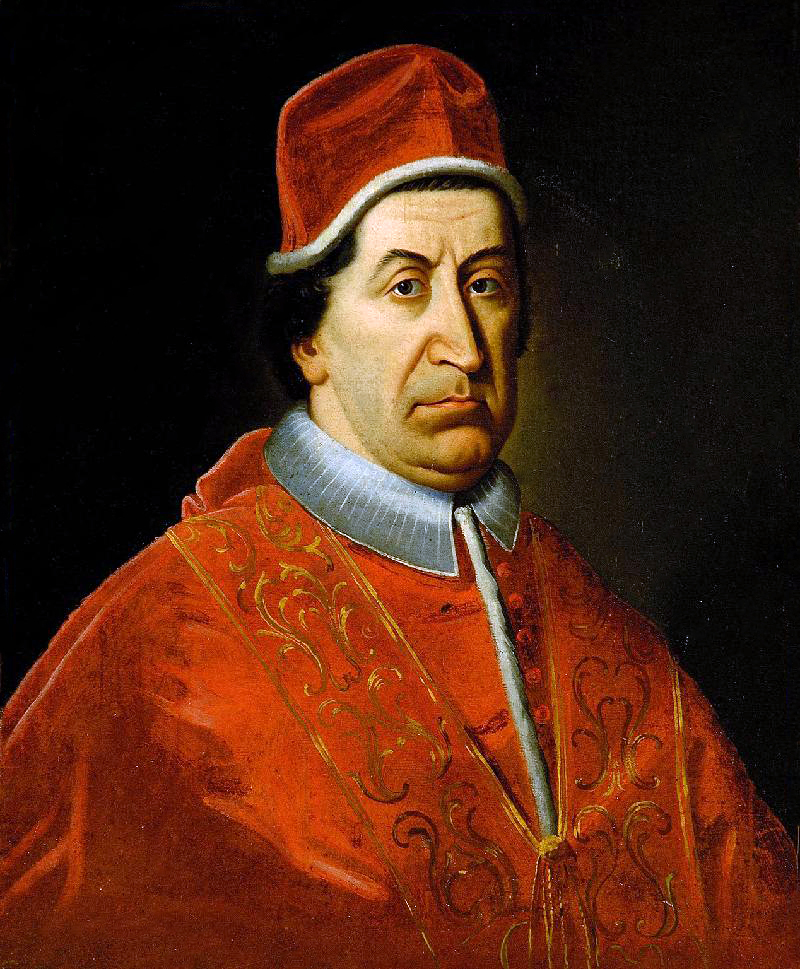
Papst Clemens XI. (Giovanni Francesco Albani, 1649–1721)

Annibale schlug eine kirchliche Laufbahn ein und war Präfekt der Vatikanischen Bibliothek. Sein Bruder Carlo (1623–1684) heiratete Elena Mosca von den Marchesi von Pesaro (1630–1698), mit der er zwei Söhne hatte, Orazio (1652–1712) und Giovanni Francesco, alias Gianfrancesco, (1649–1721), den späteren Papst Clemens XI. Dessen Pontifikat (1700 bis 1721) war geprägt vom spanischen Erbfolgekrieg zwischen dem Königreich Frankreich und den österreichischen Habsburgern, in den er über viele Jahre verwickelt wurde. 1715 belehnte er seinen Neffen Carlo mit der Herrschaft Soriano nel Cimino im Kirchenstaat. Sitz war das aus dem 13. Jahrhundert stammende Castello Orsini, doch wurde als Residenz der Familie der 1561 für Kardinal Cristoforo Madruzzo erbaute Palazzo Madruzzo vorgezogen, der heute Palazzo Chigi-Albani genannt wird.
Der Papstbruder Orazio Albani (1652–1712) heiratete Maria Bernarda Ondedei (1651–1751). Aus dieser Ehe stammten: Carlo Albani (1687–1724), den sein Onkel zum 1. Fürst von Soriano nel Cimino erhob und welcher Teresa Borromeo heiratete, Annibale Albani (1682–1751), der Kardinal wurde, und Alessandro Albani (1692–1779), ebenfalls ein Kardinal. Letzterer wurde als großer Kunstsammler und Mäzen bekannt, der in Rom die Villa Albani errichten ließ, um die Kunstsammlungen der Familie und seine große Antikensammlung auszustellen.
Carlos Sohn Giovanni Francesco Albani (1720–1803) wurde ebenfalls Kardinal und war in die Wirren der französischen Besetzung Roms nach der Revolution verstrickt. Dessen Bruder Orazio Albani, Fürst von Soriano (1717–1792), heiratete Maria Anna Cybo-Malaspina; deren Sohn Giuseppe Albani (1750–1834) wurde ebenfalls Kardinal.
Die letzten Mitglieder der Familie, insbesondere die Kardinäle Giovanni Francesco und Giuseppe, waren innerhalb der römischen Kurie Anhänger der pro-österreichischen Partei, die die liberalen und pro-italienischen Ideen des Risorgimento entschieden ablehnten; sie setzten sich für die Unterdrückung jeder Risorgimento-Bewegung in Italien ein. Die Familie erlosch im Mannesstamm mit Filippo Giacomo Albani (1760–1852), IV. Fürst von Soriano nel Cimino, IV. Fürst Albani. Ihn beerbte die römische Fürstenfamilie Chigi. Deren Nachfahren führen bis heute den Familiennamen Chigi-Albani-Della Rovere.

## Haus Albani

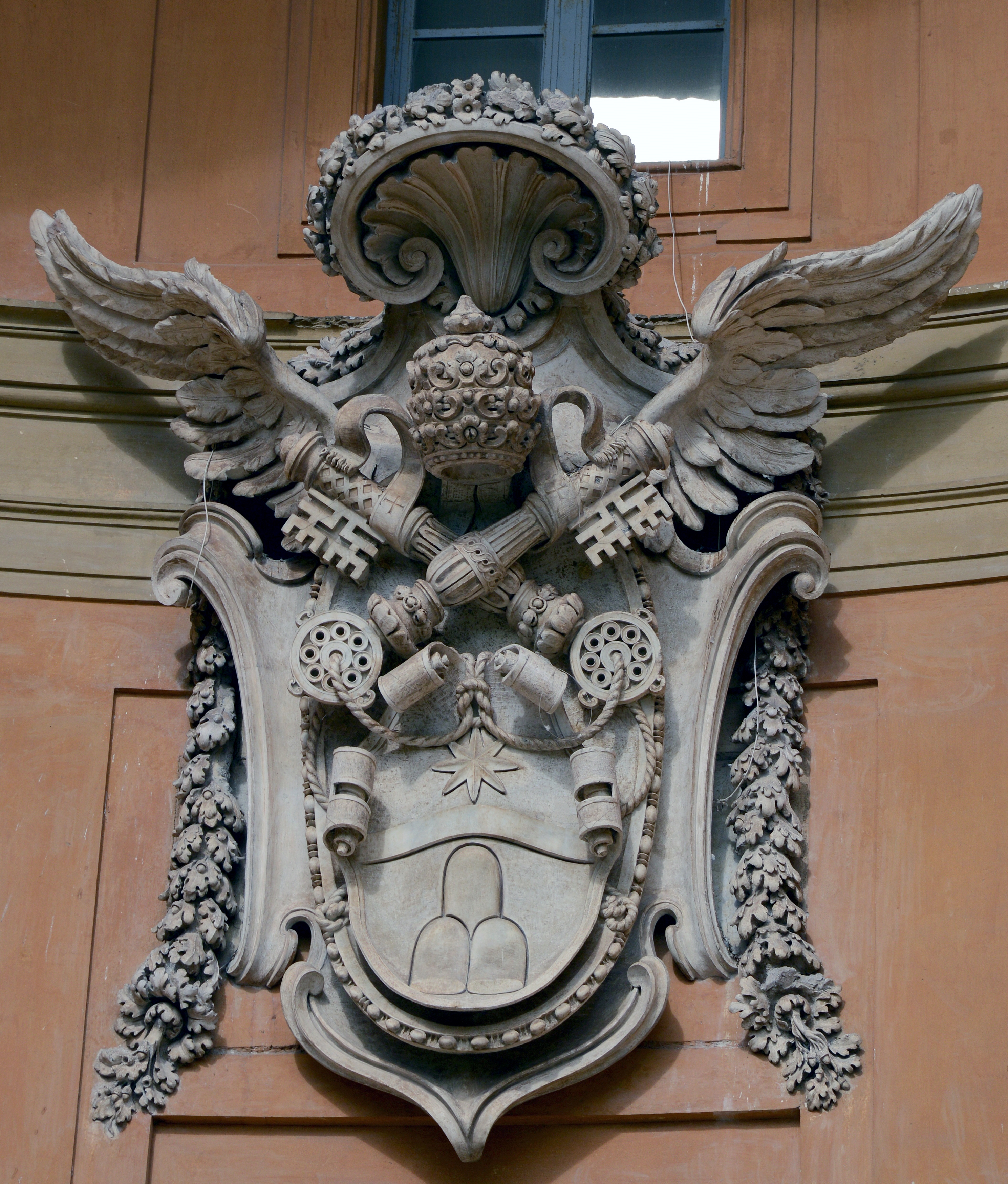
Papstwappen von Clemens XI. im Cortile del Belvedere, Vatikan

### Päpste
In Klammern das Jahr der Ernennung.
- Papst Clemens XI. (1700) geboren als Giovanni Francesco Albani (1649–1721)

### Kardinäle
In Klammern das Jahr der Ernennung.
- Annibale Albani (1711)
- Alessandro Albani (1721)
- Giovanni Francesco Albani (1775)
- Giuseppe Albani (1801)

### Römische Senatoren
- Orazio Albani (1576–1653), ehemaliger Botschafter des Staates Urbino beim Papst

### Fürsten von Soriano nel Cimino, Fürsten Albani (1721 und 1711)
- Carlo (1687–1724), I. Fürst von Soriano nel Cimino, I. Fürst Albani
- Orazio (1717–1792), II. Fürst von Soriano nel Cimino, II. Fürst Albani
- Carlo Francesco (1749–1817), III. Fürst von Soriano nel Cimino, III. Fürst Albani
- Filippo Giacomo (1760–1852), IV. Fürst von Soriano nel Cimino, IV. Fürst Albani; Letzter der Familie; er trat das Lehen von Soriano an seine Cousins aus der Familie der Fürsten Chigi ab, die sich seither aufgrund der Bestimmungen des Familienfideikommisses Chigi Albani della Rovere nennen. Teilerben wurden auch die Fürsten Castelbarco Albani

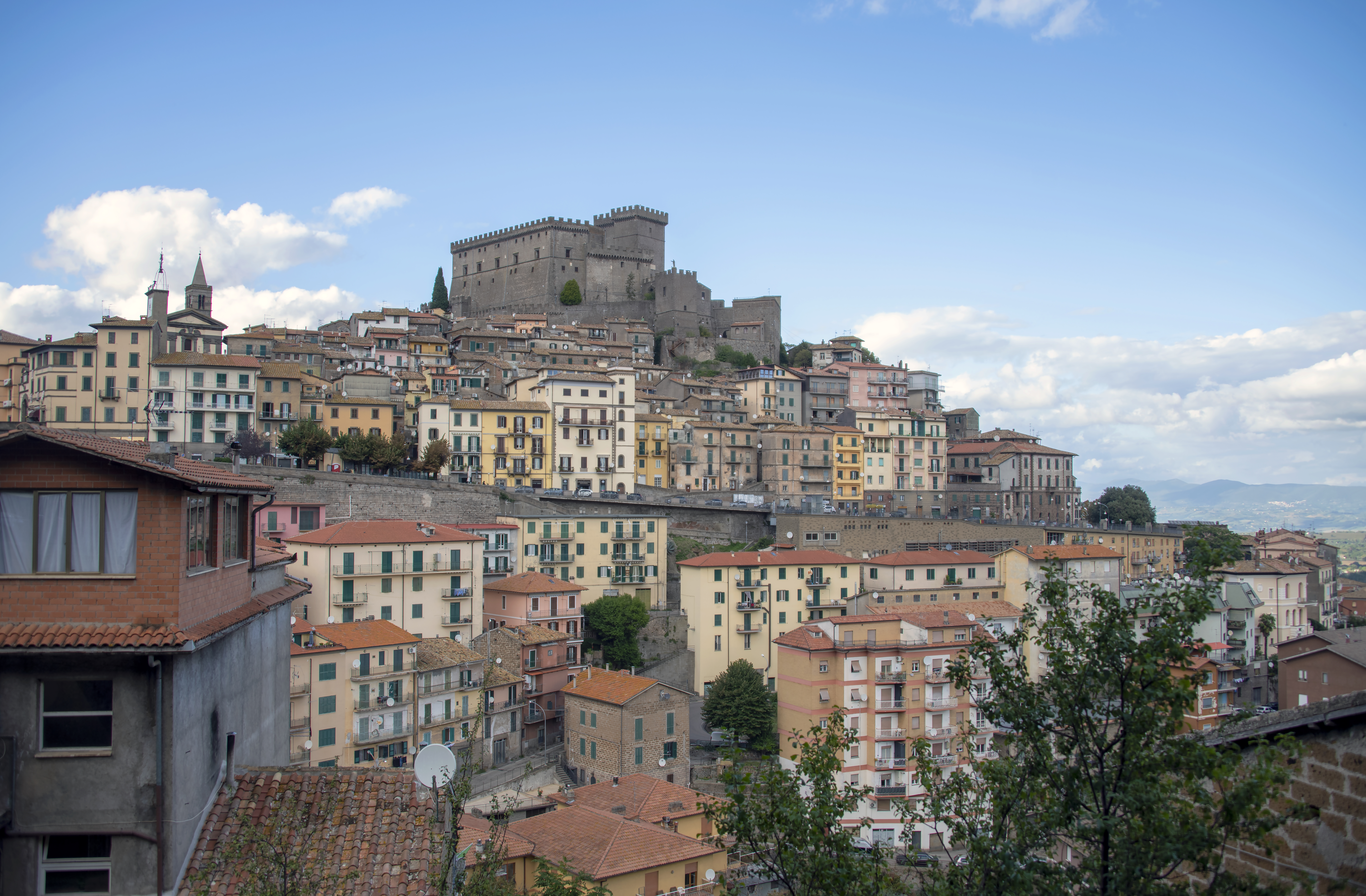
Soriano nel Cimino mit dem Castello Orsini
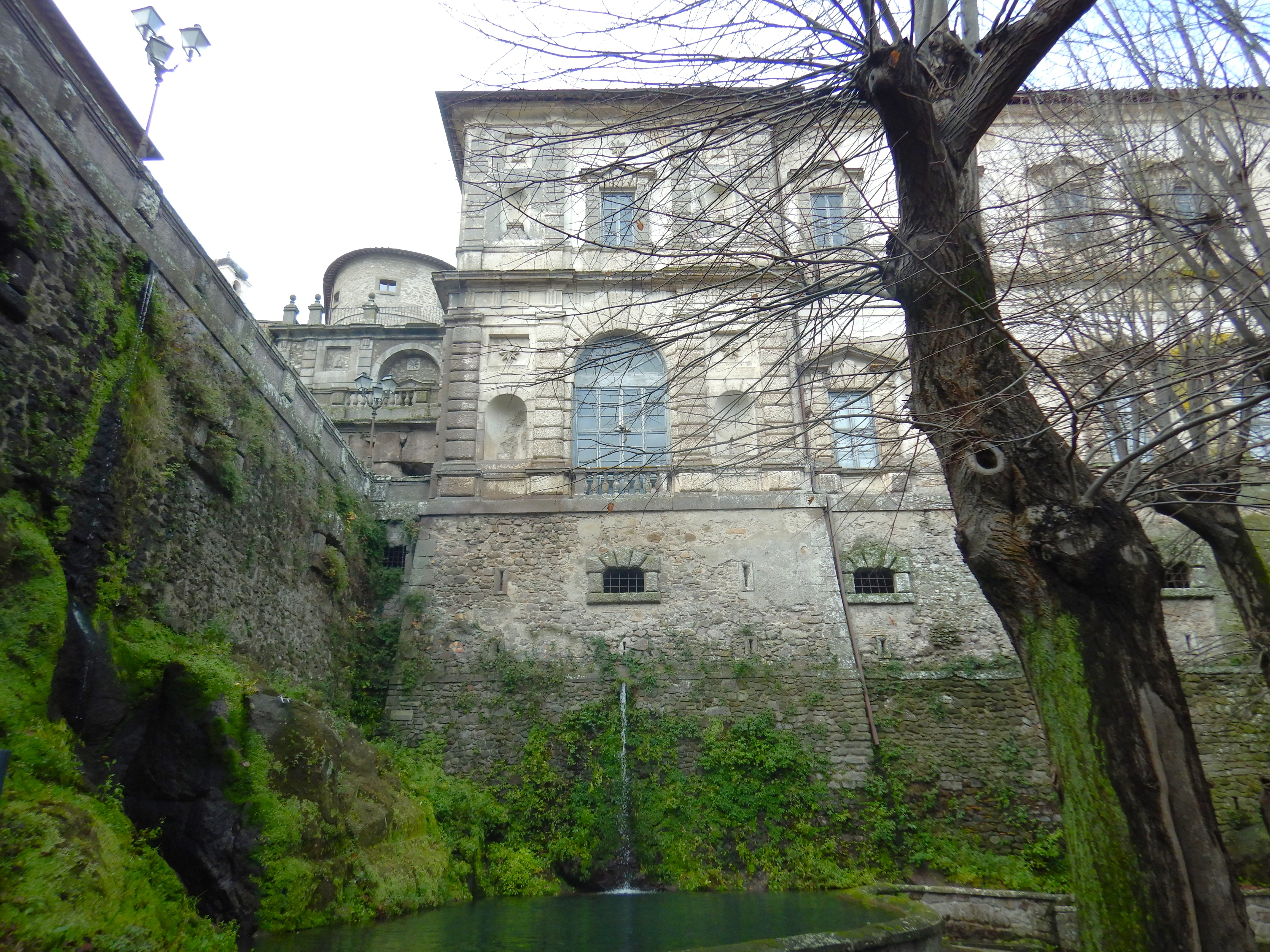
Palazzo Chigi-Albani in Soriano